# Jim Iverson
James "Jim" Iverson (Mitchell, Dakota del Sur) es un exjugador y exentrenador de baloncesto estadounidense que dirigió durante ocho temporadas a los South Dakota State Jackrabbits de la NCAA. Con 1,78 metros de estatura, jugaba en la posición de base.

## Trayectoria deportiva

### Universidad
Jugó tres temporadas con los Wildcats de la Universidad Estatal de Kansas, en las que promedió 8,4 puntos por partido. En su última temporada fue incluido en el segundo mejor quinteto de la Big Seven Conference, tras promediar 12,9 puntos por partido.

### Profesional
Fue elegido en la decimoséptima posición del Draft de la NBA de 1952 por Boston Celtics, pero no fue incluido en el equipo. Formó parte del equipo College All-America que realizó una gira por el país con los Harlem Globetrotters, para posteriormente dejar el baloncesto en activo para dedicarse a las labores de entrenador. Posteriormente tuvo que realizar el servicio militar durante dos años, y aunque a su regreso jugó una pretemporada con los Celtics en partidos de preparación, no fue finalmente fichado.

### Entrenador
En 1957 se hizo cargo del banquillo de los South Dakota State Jackrabbits de la Universidad Estatal de Dakota del Sur, a los que dirigió durante nueve temporadas, consiguiendo un balance de 142 victorias por 65 derrotas, logrando hasta en cinco ocasiones el título de la North Central Conference.